# مانیفست یک فمینیست در پانزده پیشنهاد
مانیفست یک فمینیست در پانزده پیشنهاد (به انگلیسی: Dear Ijeawele, or A Feminist Manifesto in Fifteen Suggestions) کتابی بیانیه نوشتهٔ چیماماندا انگزی آدیچی است. محتوای این کتاب را نویسنده ابتدا در ۱۲ اکتبر ۲۰۱۶ بر روی صفحه فیس‌بوک خود منتشر کرد و سپس آن را به صورت کتاب درآورده است.